# Марсе, Герард
Герардус «Герард» Марсе (нидерл. Gerardus "Gerard" Maarse; род. 1 марта 1929, Вильнис, Нидерланды — 27 декабря 1989, Эрмело) — нидерландский конькобежец, трёхкратный призёр чемпионата Нидерландов в классическом многоборье 1951, 1955 и 1956 года. Участник зимних Олимпийских игр 1952 и 1956 года.

## Биография
Герардус Марсе родился в деревне Вилнис, провинция Утрехт. В начале 70-х годов работал тренером женской конькобежной команды сборной Нидерландов. Непродолжительное время работал тренером по подготовке конькобежцев в Швеции.
За свою карьеру Марсе не смог выиграть какую-либо медаль на соревнованиях международного уровня. Более удачно он выступал в Нидерландах. Единственную золотую медаль Марсе выиграл на чемпионате Нидерландов в классическом многоборье среди мужчин 1955 года, что проходил в городе — Херенвен. По сумме своих выступлений Марсе с результатом 205,897 очков занял 1-е место в итоговом положении, обогнав свое соотечественников (Эгберт ван Уверт — 209,158, 2-е место), (Вим де Грааф — 210,697 очков, 3-е место).
На зимних Олимпийских играх 1956 года, которые стали вторыми в его карьере, Герардус Марсе был заявлен для участия в забеге на 500, 1500 и 5000 м. 28 января 1956 года на замёрзшем озере Мизурина он завершил свой забег на 500 м среди мужчин с результатом 0:43.1. В общем итоге Марсе занял 22-е место. 29 января 1956 года на замёрзшем озере Мизурина он завершил свой забег на 5000 м среди мужчин с результатом 8:11.1. В общем итоге Марсе занял 18-е место. 30 февраля 1956 года на замёрзшем озере Мизурина он завершил свой забег на 1500 м среди мужчин с результатом 2:13.1. В общем итоге Марсе поделил 11-е место вместе с Вимом де Граафом, который финишировал с аналогичным результатом.